# میدان هوایی خواهان
فرودگاه خواهان (به انگلیسی: Khwahan Airport) یک فرودگاه نظامی است که یک باند فرود آسفالت دارد و طول باند آن ۶۸۶ متر است. این فرودگاه در شهرخواهان کشور افغانستان قرار دارد و در ارتفاع ۱۰۴۰ متری از سطح دریا واقع شده است.